# Шведско-норвежский флаг

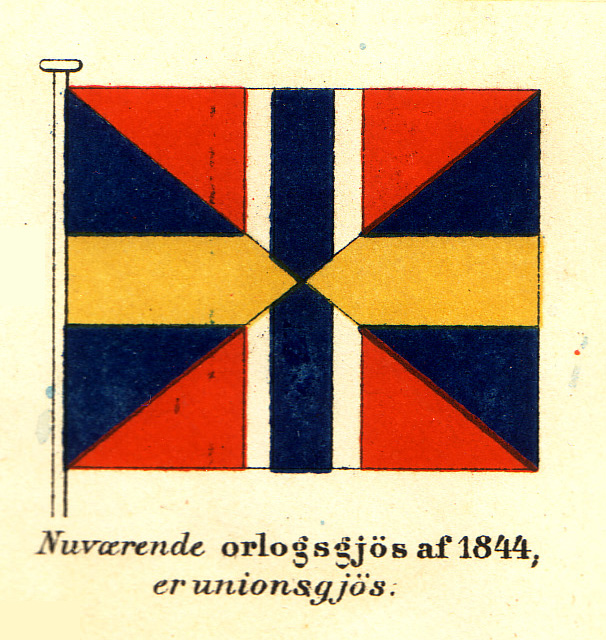
Морской и дипломатический флаг союза Норвегии и Швеции 1844—1905 гг. Пропорции 4: 5 были такими же, как у союзного знака на шведских флагах.

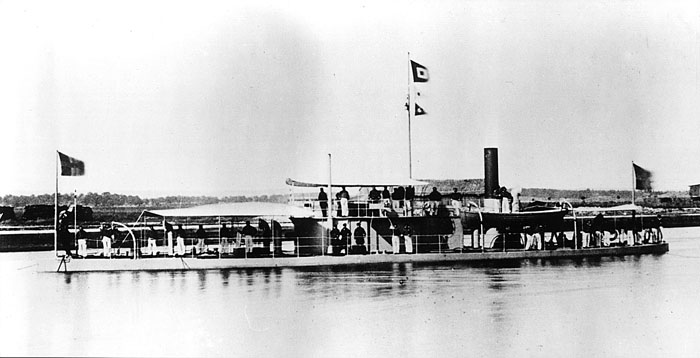
Шведский монитор HSwMS Sölve с союзным флагом на носу.

Союзный флаг Швеции и Норвегии (unionsgös по-шведски, unionsgjøs по-норвежски) — общий морской гюйс шведских и норвежских военных кораблей между 1844 и 1905 годами, в течение последних шести десятилетий Шведско-норвежской унии. Флаг также использовался дипломатическими миссиями и консульствами за границей, поскольку те были общими для обоих государств.
Как символ союза, изображался также в левой верхней секции флагов Швеции и Норвегии до распада унии в 1905 году.

## Символ союза
Флаг объединил в себе комбинации цветов флагов обоих королевств. Флаг был разделен по диагоналям на 4 треугольника, при этом по вертикали располагались элементы норвежского флага, а по горизонтали — шведского. Обе страны использовали флаги с дизайном скандинавского креста, но разных пропорций. Прямоугольники на стороне, прикрепленной к древку, на шведских флагах имели пропорции 4: 5, в то время как на норвежских флагах на стороне древка секции над и под перекладиной креста были квадратными. В результате диагонального деления цвета обеих наций имели одинаковую площадь.
Союзный флаг был введён королевским указом в совете 20 июня 1844 года. Он был предложен совместным комитетом обеих стран, учрежденным в 1839 году с мандатом на обсуждение символов Союза, чтобы гарантировать, что они будут отражать равный статус двух Соединенных Королевств. Флаг идеально выполнил это условие благодаря равномерному распределению цветов флага. Двум странам были даны отдельные, но параллельные системы флагов, явно демонстрирующие их равенство.
Союзный флаг сохранялся вплоть до распада Союза в 1905 году, кроме торгового и государственного флагов Норвегии. Из-за растущего недовольства Норвегии Союзом символ союза был удален с этих флагов в 1899 году. Конституция Норвегии 1814 года предусматривала, что военный или кормовой флаг должен быть союзным флагом. Союзный флаг поднимался на носу норвежских военных кораблей до 9 июня 1905 года, а на шведских военных кораблях — до 1 ноября 1905 года.